# Carbini (piève)
Pour les articles homonymes, voir Carbini (homonymie).
Carbini (en corse : Carbini /ˈkarbini/) est une ancienne piève de Corse. Située dans le sud de l'île, elle relevait de la province de Sartène sur le plan civil et du diocèse d'Aléria sur le plan religieux.

## Géographie

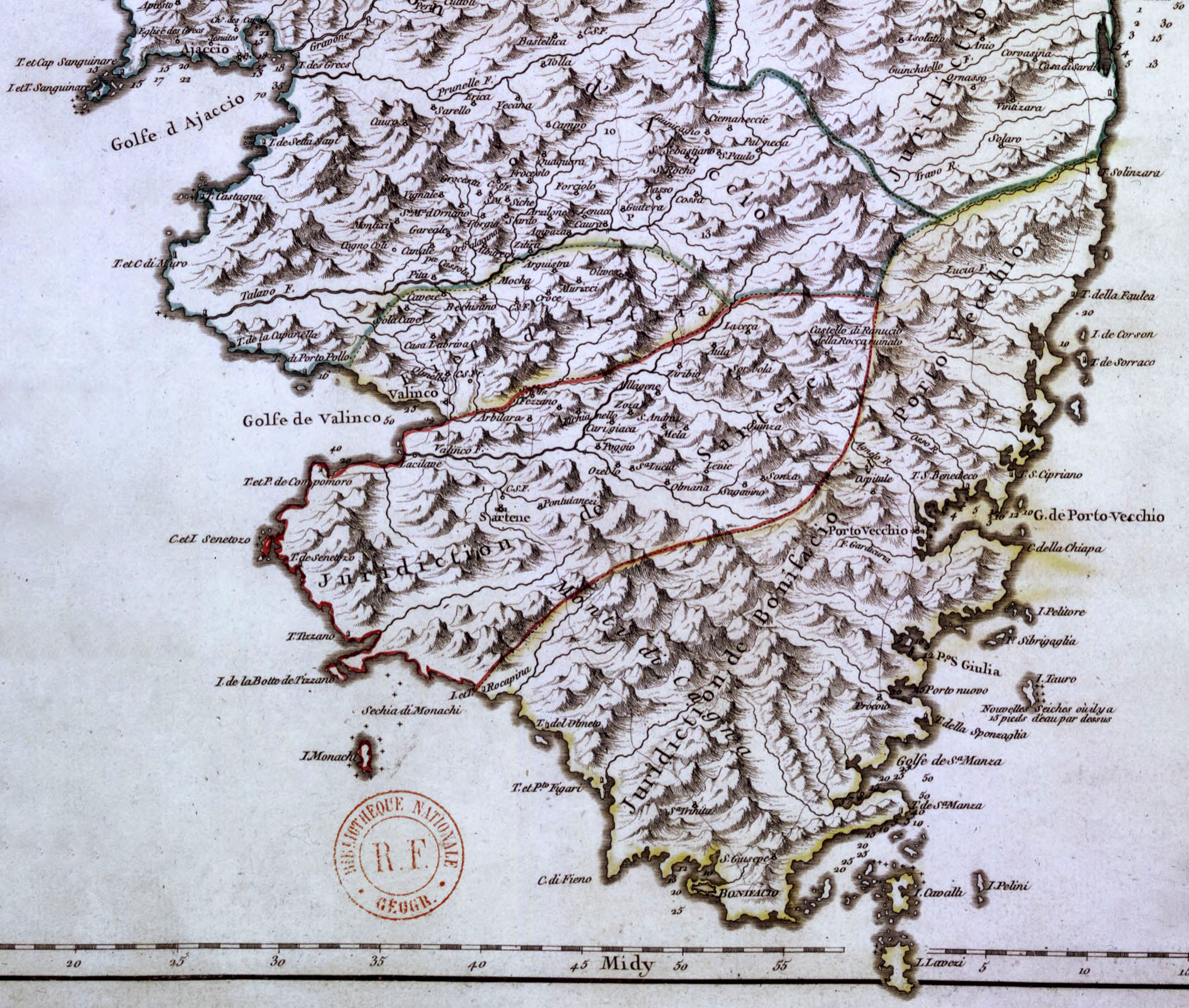
La juridiction de Bonifacio Porto-Vecchio sur la Carte nouvelle de l'isle de Corse dressée par le Sr Robert de Vaugondy 1769

Au XVIe siècle, Carbini était à la fois une piève et une communauté. La pieve de Carbini relevait du diocèse d’Aléria et était enclavée dans celui d'Ajaccio.
De Mgr Giustiniani évêque contemporain de Nebbio :

« [...] nous trouvons la piève de Carbini, la seule du Delà des Monts qui soit soumise à la juridiction de l'évêque d'Aléria. Cette piève n'avait que cinq villages, dont le plus connu est Levie, parce qu'il y résidait des gentilshommes. L'église titulaire de la piève est celle de S. Giovanni de Carbini, qui a un très beau clocher ; elle possède un troupeau considérable de juments, mais leur taille est petite. Ce pays a eu beaucoup à souffrir des incursions des corsaires avant que Portovecchio fut habité. Quoique situé à une distance de vingt bons milles, Portovecchio fait partie de cette même piève. C'est de nos jours que l'Office a colonisé cet endroit, et le pays s'est ainsi trouvé admirablement défendu. »

— Agostino Giustiniani in Description de la Corse, traduction de l'Abbé Letteron tome1 p. 62)
Vers 1520 elle avait pour lieux habités : Garbeni, Lune, la Sonza, Pagiadunoto et Sangavino.
La piève de Carbini occupe la vallée du Fiumicicoli et la rive droite de la haute vallée du Rizzanese. Elle constitue la partie orientale de l'Alta Rocca.
Le territoire de l'ancienne piève de Carbini correspond aux territoires des communes actuelles de :
- Carbini
- Levie ;
- San-Gavino-di-Carbini ;
- Zonza.

Les pièves limitrophes de Carbini sont :

## Histoire
Au Moyen Âge, en 1124, le pape Innocent II accorde trois diocèses de l'île (Accia, Mariana et Nebbio) à Gênes, et les trois autres à Pise (Ajaccio, Aléria et Sagone).
Au début du XVIIIe siècle, l'abbé Accinelli dans un rapport adressé à Gênes, écrivait :
« Al mezzogiorno del fiume Valinco è la provincia di Sartene, continene questa 4 Pievi, Viggiano, Attalà, Scopamene, e Carbini, che compreso il luogo di Sartene fanno 6500 abitanti circa. [...] Cinque Ville frà le quali le Vie, S.Gavino, e Sonza con 1400 Abitanti formano la Pieve di Carbini ultima di questa Giurisditione circondata da montagne, che la dividono da Portovechio, dal quale ne è distante 20 miglia ».

### Piève judiciaire
Au début du XVIIIe siècle, Carbini était une pieve relevant de la juridiction génoise de Bonifacio Porto-Vecchio. Puis, avant de passer sous l'administration militaire française en 1769, Carbini releva de la juridiction génoise de Sartène. La Corse était alors divisée en dix provinces et quatre fiefs : six provinces du « Deçà des monts », Capo Corso, Calvi, Bastia, Balagna, Aléria, et Corte, et quatre du « Delà des monts », Vico, Ajaccio, Sartène, et Bonifacio. Trois fiefs sont au Cap Corse : Nonza, Brando, et Canari, et un du « Delà des monts », le fief d'Istria
En 1789, la Corse devient française. La pieve devient le canton de Levie, composé avec les communes de Carbini, Figari, Levie, San-Gavino-di-Carbini et Zonza.

En 1790, les anciennes communautés ou paroisses deviennent communes.

### Piève religieuse
Carbini était rattachées au diocèse d'Aléria qui comptait dix-neuf pievi en 1788.
« Il vescovato di Alleria, che è il più di tutti pingue hà 2000 scudi d’oro di entrata, e contiene 19 pievi : Giovellina, Campoloro, Verde, Opino, Serra, Bozio, Allessani, Orezza, Vallerustie, Tralcini, Venaco, Rogna, Corsa, Covasina, Castello ò sia Viuario, Niolio, Carbini, et Aregno in la Balagna ».

#### La piévanie
Au Moyen Âge, Carbini était l'une des cinq communautés de la piève. Elle en était le centre.

#### L'église piévane

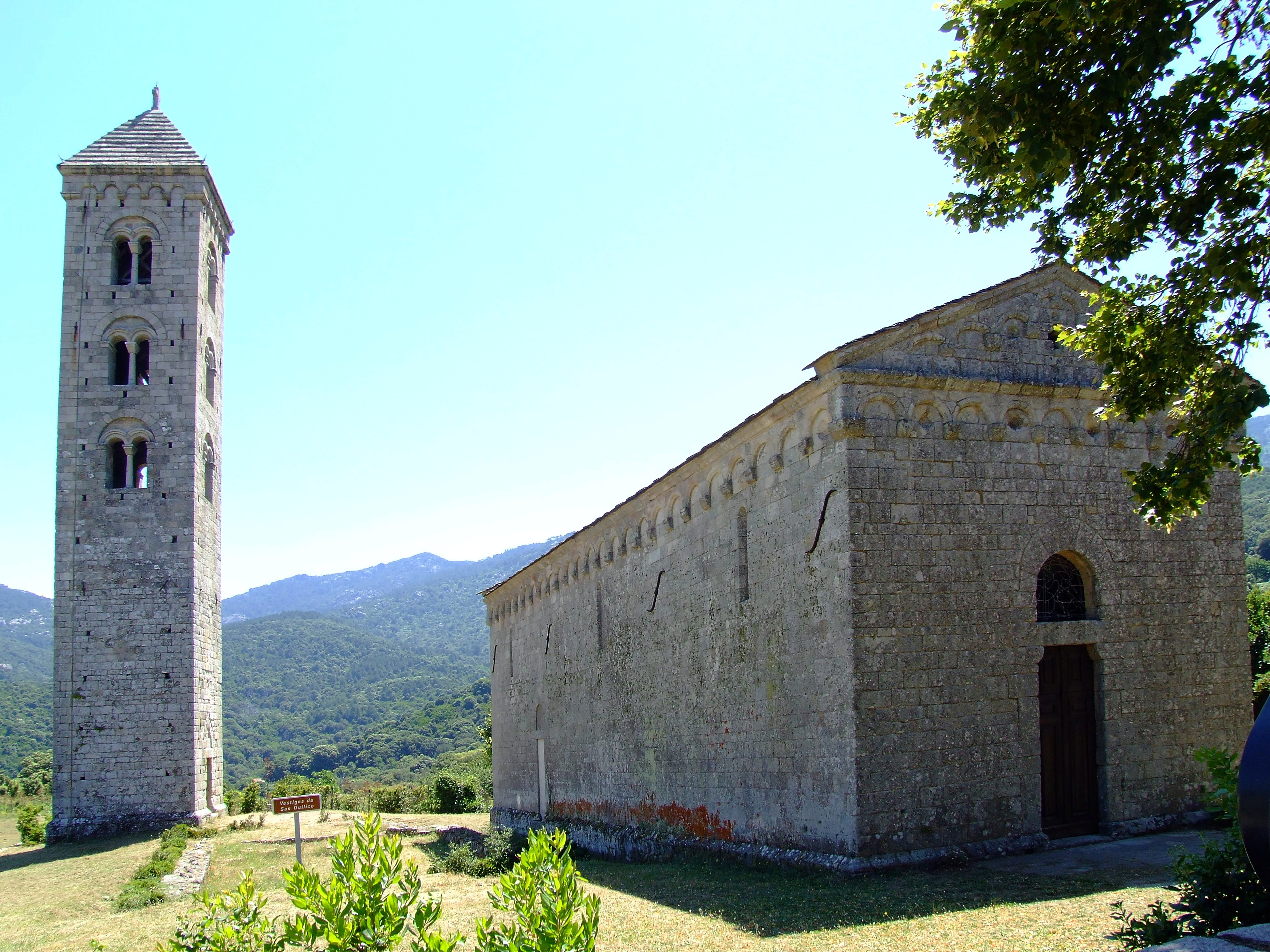
Église Saint-Jean-Baptiste de Carbini

L'église titulaire de la piève est celle de San Giovanni de Carbini, classée Monument historique le 12 juillet 1886.

## Pour approfondir